# Bruguières
Bruguières (em occitano:  Bruguièras) é uma comuna francesa na região administrativa da Occitânia, no departamento do Alto Garona. Estende-se por uma área de 9.03 km², com 5.890 habitantes, segundo o censo de 2018, com uma densidade de 650 hab/km².